# Aleš Totter
Aleš Totter (* 8. března 1972 Světlá nad Sázavou) je český trenér ledního hokeje.

## Život
V letech 2006 až 2008 byl asistentem trenéra u juniorského výběru pražské Sparty. Následující ročník (2008/2009) zastával stejnou pozici u mužského výběru Dukly Jihlava a rovněž hlavního trenéra u juniorů tohoto celku. Další sezónu (2009/2010) vedl z pozice trenéra chomutovské juniory. Pak odešel na stáže do severní Ameriky.
Ročník 2011/2012 strávil na svém prvním zahraničním angažmá, a sice na Slovensku u týmu Tatranských vlků, kde na postu hlavního trenéra vystřídal Róberta Pukaloviče. Poté se vrátil zpět do vlasti a v sezóně 2012/2013 vedl jak juniorský, tak mužský výběr Berounských Medvědů.
Další ročník (2013/2014) stál na střídačce juniorů Českých Budějovic jako jejich hlavní trenér. Poté se pro sezónu 2014/2015 přesunul na pozici asistenta trenéra mužů chomutovských Pirátů a od ročníku 2015/2016 vedl z pozice hlavního trenéra hokejisty Havlíčkova Brodu. U týmu skončil 28. prosince 2016, kdy se stal trenérem klubu HC Most.
V sezóně 2017/2018 vedl Letce Letňany, a to do 16. února 2018, kdy se přesunul na stejnou pozici do polského klubu Polonia Bytom. Následující dva ročníky (2018/2019 a 2019/2020) zastával post asistenta trenéra u českobudějovických juniorů a pro sezónu 2020/2021 se do stejné funkce přesunul k mužskému výběru tohoto celku. Pro další dva ročníky, tedy mezi lety 2021 a 2023, byl hlavním trenérem u prostějovských mužů. Pomáhal mu zde i někdejší hokejista Petr Hubáček. Sezónu 2023/2024 začal jako hlavní trenér slovenského týmu HK Poprad, kde ale 10. listopadu 2023 skončil. Od 21. listopadu 2023 je na postu hlavního trenéra mužů pražské Slavie, kde vystřídal Daniela Tvrzníka, jenž se stal jeho asistentem. Po sezóně 2024/2025 skončila Totterovi smlouva ve Slavii a nová již nebyla podepsána. Pro ročník 2025/2026 se stal trenérem slovenského klubu MHk 32 Liptovský Mikuláš.